# Flagel eucariòtic
En els organismes eucariotes, els flagels són estructures poc nombroses, un o dos per cèl·lula, amb l'excepció d'alguns protoctists unicel·lulars del grup dels Excavats. Es distingeix les cèl·lules acroconts, que neden amb el seu flagel o flagels per davant, de les opistoconts, on el cos cel·lular avança per davant del flagel. Aquesta última condició, evolutivament més moderna, caracteritza la branca evolutiva que reuneix als regnes fongs i animals. És la que observem, sense anar més lluny, en els espermatozoides animals (inclosos, per descomptat, els humans).

## Estructura
Juntament amb els cilis, els flagels eucariotes constitueixen un grup d'estructures conegudes com a undulipodis. La seva ultraestructura és essencialment la mateixa, però el flagell generalment es complica amb altres elements afegits, resultant més gruixut i més llarg.1 Una altra diferència és el patró de batut (vegeu més avall). Essencialment, l'estructura del flagel (igual que la del cili) és una forma cilíndrica, de diàmetre uniforme en tota la seva longitud, amb una terminació arrodonida, semiesfèrica. El seu nucli és un cilindre de nou doblets de microtúbuls que envolten a dos centrals.2 Aquesta estructura " 9 +2 " s'anomena axonema. Aquest nucli es troba cobert per la membrana plasmàtica, a fi que l'interior del flagel sigui accessible al citoplasma de la cèl·lula. A la base del flagel eucariota es troba un cos basal (també anomenat blefaroplast o cinetosoma), que és el centre d'organització de microtúbuls per als microtúbuls flagel, de prop de 500 nm de llarg. Els cossos basals són estructuralment idèntics als centríols.
Cadascun dels doblets de microtúbuls exteriors té associat un parell de braços de dineïna (un interior i un altre exterior). Aquests braços de dineïna produeixen força a través de la hidròlisi d'ATP i aconsegueixen que el flagel es doble. D'aquesta manera s'aconsegueix el batut dels flagels. L'axonema flagel·lar també conté radis fets de complexos de polipèptid que s'estenen des de cadascun dels doblets de microtúbuls exteriors cap a la parella central, amb el "cap " dirigida cap a l'interior. Es creu que el cap intervé en la regulació del moviment flagel·lar, encara que la seva funció exacta i mètode d'acció encara no són ben enteses.
Entre els doblets de microtúbuls i la membrana se situen les partícules associades amb el transport intraflagelar (IFT), un procés important en l'acoblament del flagel i el tràfic de proteïnes en aquest compartiment cel·lular. El moviment de les subunitats axonemales, receptors transmembrana i altres proteïnes amunt i avall de la longitud del flagel és essencial per al bon funcionament d'aquest, tant en la motilitat, com en la transducció de senyals.3 A l'adreça de sortida de la cèl·lula, IFT és impulsat per cinesines, mentre que en la direcció d'entrada és impulsat per dineïnes.
Diferència de patró de batut entre flagels i cilis. El flagel fa un moviment helicoidal mentre que el cili realitza moviments cíclics enrere i endavant, com un rem. Els flagels més estudiats són els d'espermatozoides. En l'espermatozoide de mamífers, el flagel (cua) està constituït per un axonema envoltat per les fibres externes denses (un per cada doblet) que intervenen en el moviment del flagel. Per fora d'aquestes fibres, existeixen altres estructures envoltant el complex axonema - fibres: la beina mitocondrial, si el tall és per la peça intermèdia, o la beina fibrosa, si el tall es realitza a la peça principal. La beina mitocondrial està constituïda per mitocondris disposades en hèlix que proporcionen l'energia necessària per al moviment del flagel. La beina fibrosa són parells d'estructures proteiques (cadascuna envolta la meitat de les fibres denses). Sembla que intervenen en la protecció de l'axonema i potser també en el moviment del flagel. Per fora, de tot això, es disposa la membrana plasmàtica.

## Patrons de batut de flagels i cilis
Encara flagels i cilis eucariotes són idèntics en ultraestructura, aquests dos tipus d'apèndixs tenen patrons de batut diferents. Els flagels, que impulsen als espermatozoides i a molts protists, estan dissenyats perquè només un d'ells (o uns pocs) pugui impulsar la cèl·lula completa a través d'un fluid. El batut del flagel genera un moviment helicoidal sense que l'eix gira sobre si mateix, com passa en el gir d'una fona. En contrast, els cilis estan dissenyats per actuar coordinadament amb molts altres sobre la superfície cel·lular. El seu batut consisteix en moviments cíclics, primer cap enrere (propulsat rígid) i després cap endavant (recuperació flexible), com passa en la batuda d'un rem.